# Milena Müllerová
Milena Müllerová, provdána Folberová (9. června 1923 Babice – 15. prosince 2009 Praha) byla česká sportovní gymnastka a olympijská vítězka. Na LOH 1948 v Londýně zvítězila v soutěži družstev žen.
Vedoucími tohoto družstva byly Marie Provazníková a Vlasta Děkanová. Sestavu s Milenou Müllerovou dále tvořily Zdeňka Honsová,   Miloslava Misáková, Věra Růžičková (původně náhradnice), Božena Srncová, Zdeňka Veřmiřovská, Olga Šilhánová, Marie Kovářová a Eliška Misáková (in memoriam).
Krátce před začátkem onemocněla kamarádka Eliška Misáková tehdy neléčitelnou dětskou obrnou a v soutěži ji nahradila Věra Růžičková. E. Misáková zemřela krátce poté, co její sestra Miloslava a její přítelkyně získaly zlato. Při slavnostním vyhlášení vítězů byla československá vlajka olemována černou stuhou. O této tragické události, i o přípravách a samotném průběhu gymnastické soutěže žen na londýnské olympiádě natočil režisér Miroslav Kačor v roce 2012 dokument Zlato pro Elišku. Za vítězství sportovkyně získaly i gramorádio.
O úspěchu gymnastek se podle slov Věry Růžičkové později moc nemluvilo a nepsalo také proto, že jejich vedoucí Marie Provazníková ihned po olympiádě volila emigraci a pro komunisty tak byla zrádkyní.